# Obergurig
Obergurig, obersorbisch Hornja Hórkaⓘ, ist ein Ort und die zugehörige Gemeinde im sächsischen Landkreis Bautzen am Fuße des Mönchswalder Berges (447 m) in der Oberlausitz. Die Gemeinde ist Teil der Verwaltungsgemeinschaft Großpostwitz-Obergurig und zählt zum amtlichen Siedlungsgebiet der Sorben.

## Geografie

### Lage
Obergurig liegt etwa vier Kilometer südlich der Großen Kreisstadt Bautzen an der nördlichsten Bergkette des Lausitzer Berglandes. Die Gemeinde wird begrenzt von Bautzen und Großpostwitz im Osten, Doberschau-Gaußig im Westen und Wilthen im Süden – wobei die Kammlinie des Mönchswalder Bergrückens annähernd die Ortsflurgrenze bildet. Das Gemeindegebiet wird von Südost nach Nordwest von der Spree durchflossen. Während das Spreetal in den östlichen Ortsteilen viel Raum einnimmt und landwirtschaftlich genutzt wird verengt es sich im westlichen Gemeindegebiet mit beidseitigen steilen Ufern, teilweise ausgeprägt als Felsental (→ Oberlausitzer Skalen). In der naturräumlichen Gliederung Sachsens befindet sich Obergurig am Übergang des Oberlausitzer Gefildes zum Lausitzer Bergland. 

### Gemeindegliederung
Die Gemeinde Obergurig besteht aus sieben Ortsteilen:
- Großdöbschütz (Debsecy), 214 Einwohner
- Kleindöbschütz (Małe Debsecy), 201 Einwohner
- Lehn (Lejno), 66 Einwohner
- Mönchswalde (Mnišonc) mit Kleinboblitz (Małe Bobolcy), 196 Einwohner
- Obergurig (Hornja Hórka), 444 Einwohner
- Schwarznaußlitz (Čorne Noslicy), 282 Einwohner
- Singwitz (Dźěžnikecy), 672 Einwohner[3]

und der Ortslage Blumental.

#### Ordnung der Ortsteile um den Hauptort Obergurig
|                 | Singwitz                                    | Großdöbschütz  |
| Schwarznaußlitz | Kompassrose, die auf Nachbargemeinden zeigt | Kleindöbschütz |
| Blumental       | Mönchswalde                                 | Lehn           |

### Nachbargemeinden
| Doberschau ★ | Bautzen                                     | Boblitz (zu Bautzen)   |
| Gnaschwitz ★ | Kompassrose, die auf Nachbargemeinden zeigt | Großpostwitz           |
| Gaußig ★     | Wilthen                                     | Schirgiswalde-Kirschau |

Impressionen
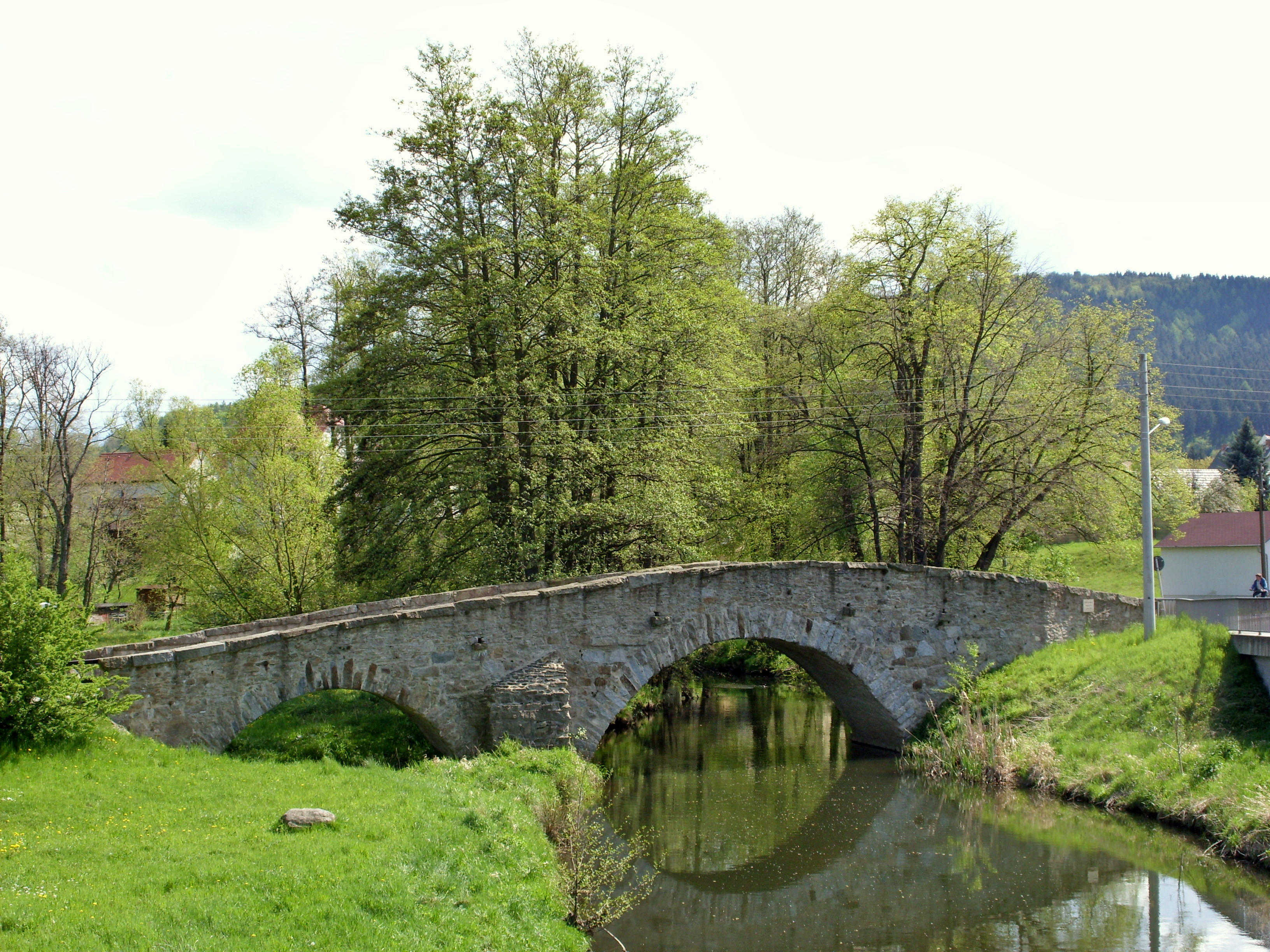
Die „Böhmische Brücke“ über die Spree
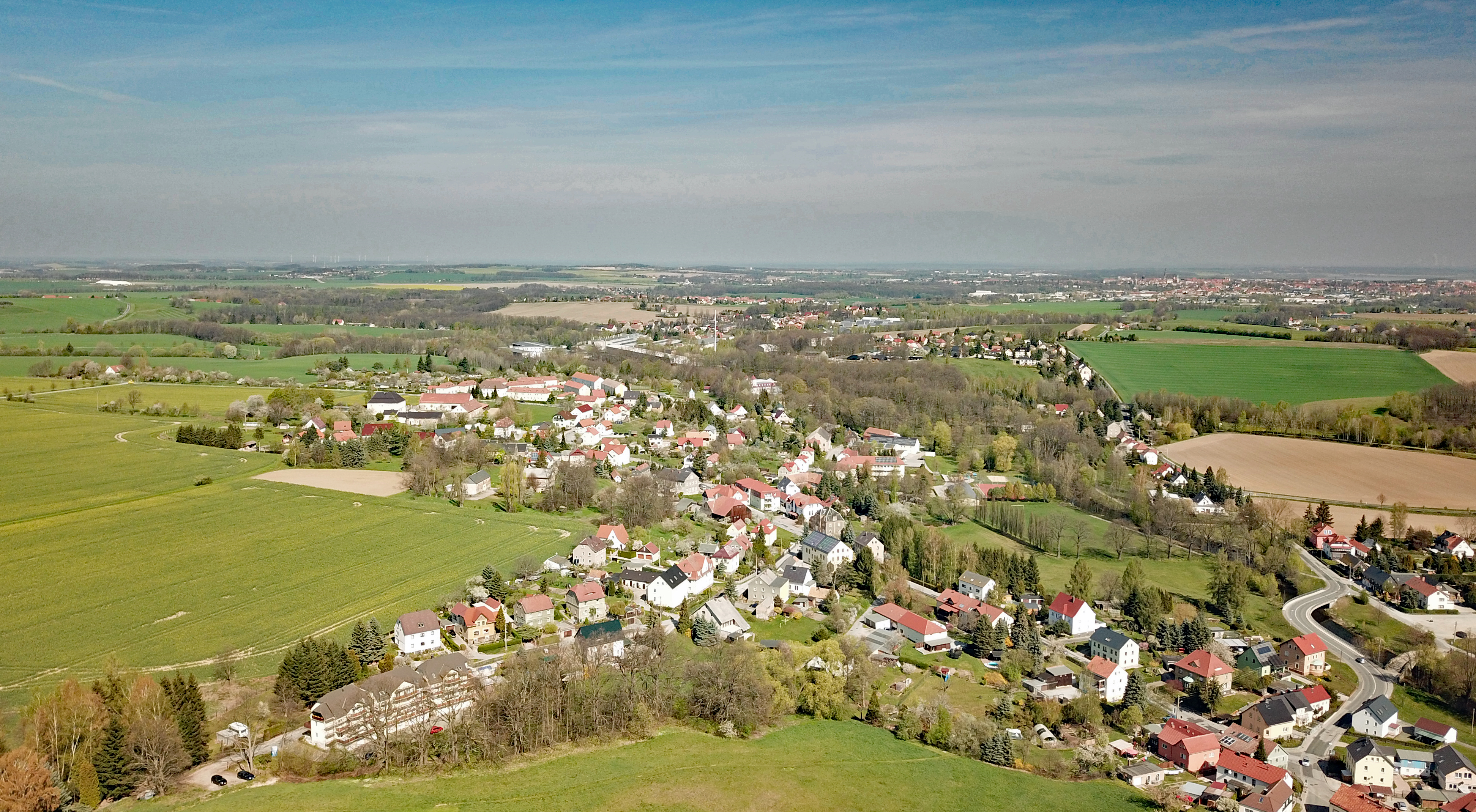
Luftbild

## Geschichte
1272 war die erste Erwähnung von Obergurig unter dem Namen Goric bzw. Goreke.
Der Ortsname kommt vom obersorbischen Wort hórka (altsorbisch gorka, zu deutsch „Hügel“), sodass Obergurig für „Oberes Dorf am Hügel“ steht.
Für seine Statistik über die sorbische Bevölkerung in der Oberlausitz ermittelte Arnošt Muka in den achtziger Jahren des 19. Jahrhunderts eine Bevölkerungszahl von 380 Einwohnern; davon waren 330 Sorben (87 %) und 50 Deutsche. Bedingt durch die Industrialisierung des Spreetals seit dem 19. Jahrhundert, die Ansiedlung Deutscher infolge des Zweiten Weltkriegs – insbesondere aus den Ostgebieten des Deutschen Reiches sowie aus der Tschechoslowakei – u. a. sank der sorbischsprachige Bevölkerungsanteil laut Ernst Tschernik bis 1956 auf nur noch 35,9 %. Heute ist die Sprache aus dem Ortsalltag weitgehend verschwunden.
Am 1. Juli 1950 wurde die Gemeinde durch den Zusammenschluss der bisherigen Gemeinden Großdöbschütz, Mönchswalde und Singwitz neu gebildet.

## Politik

### Gemeinderat
Seit der Gemeinderatswahl am 9. Juni 2024 verteilen sich die 16 Sitze des Gemeinderates folgendermaßen auf die einzelnen Gruppierungen:
| Gemeinderat ab 2024Insgesamt 16 Sitze - Linke: 1 - UBO: 9 - AfO: 3 - CDU: 3 | Liste                                | 2024   | 2024   | 2019   | 2019   | 2014   | 2014   |
| Gemeinderat ab 2024Insgesamt 16 Sitze - Linke: 1 - UBO: 9 - AfO: 3 - CDU: 3 | Liste                                | Sitze  | in %   | Sitze  | in %   | Sitze  | in %   |
| Gemeinderat ab 2024Insgesamt 16 Sitze - Linke: 1 - UBO: 9 - AfO: 3 - CDU: 3 | Unabhängige Bürgerbewegung Obergurig | 9      | 59,7   | 10     | 54,7   | 8      | 45,5   |
| Gemeinderat ab 2024Insgesamt 16 Sitze - Linke: 1 - UBO: 9 - AfO: 3 - CDU: 3 | Alternativ für Obergurig             | 3      | 19,6   | 3      | 18,2   | 3      | 16,8   |
| Gemeinderat ab 2024Insgesamt 16 Sitze - Linke: 1 - UBO: 9 - AfO: 3 - CDU: 3 | CDU                                  | 3      | 16,4   | 3      | 21,6   | 4      | 25,6   |
| Gemeinderat ab 2024Insgesamt 16 Sitze - Linke: 1 - UBO: 9 - AfO: 3 - CDU: 3 | Linke                                | 1      | 4,3    | –      | 5,4    | 1      | 10,4   |
| Gemeinderat ab 2024Insgesamt 16 Sitze - Linke: 1 - UBO: 9 - AfO: 3 - CDU: 3 | FDP                                  | –      | –      | –      | –      | –      | 1,7    |
| Gemeinderat ab 2024Insgesamt 16 Sitze - Linke: 1 - UBO: 9 - AfO: 3 - CDU: 3 | Wahlbeteiligung                      | 78,7 % | 78,7 % | 72,5 % | 72,5 % | 63,5 % | 63,5 % |

### Bürgermeister
Am 3. Juni 2007 wurde der Nachfolger des seit 1994 amtierenden Bürgermeisters Harald Bayn (parteilos) gewählt. 96 % der Wähler entschieden sich für den ebenfalls parteilosen Bewerber Thomas Polpitz, der 2012 in die CDU eintrat. Die Wahlbeteiligung lag bei 39,3 %. Polpitz wurde bei der Direktwahl 2014 mit einem Stimmenanteil von 57,7 % und am 20. Juni 2021 mit 95,4 % (bei einer Wahlbeteiligung von 41,2 %) jeweils in seinem Amt bestätigt.
| Wahl | Bürgermeister       | Vorschlag | Wahlergebnis (in %) |
| ---- | ------------------- | --------- | ------------------- |
| 2021 | Thomas Dirk Polpitz | CDU       | 95,4                |
| 2014 | Thomas Dirk Polpitz | CDU       | 57,7                |
| 2007 | Thomas Dirk Polpitz | UB        | 96,0                |
| 2001 | Harald Bayn         | Bayn      | 96,1                |

### Städtepartnerschaften
- Kisdorog in  Ungarn
- Ertingen in  Baden-Württemberg

## Kultur

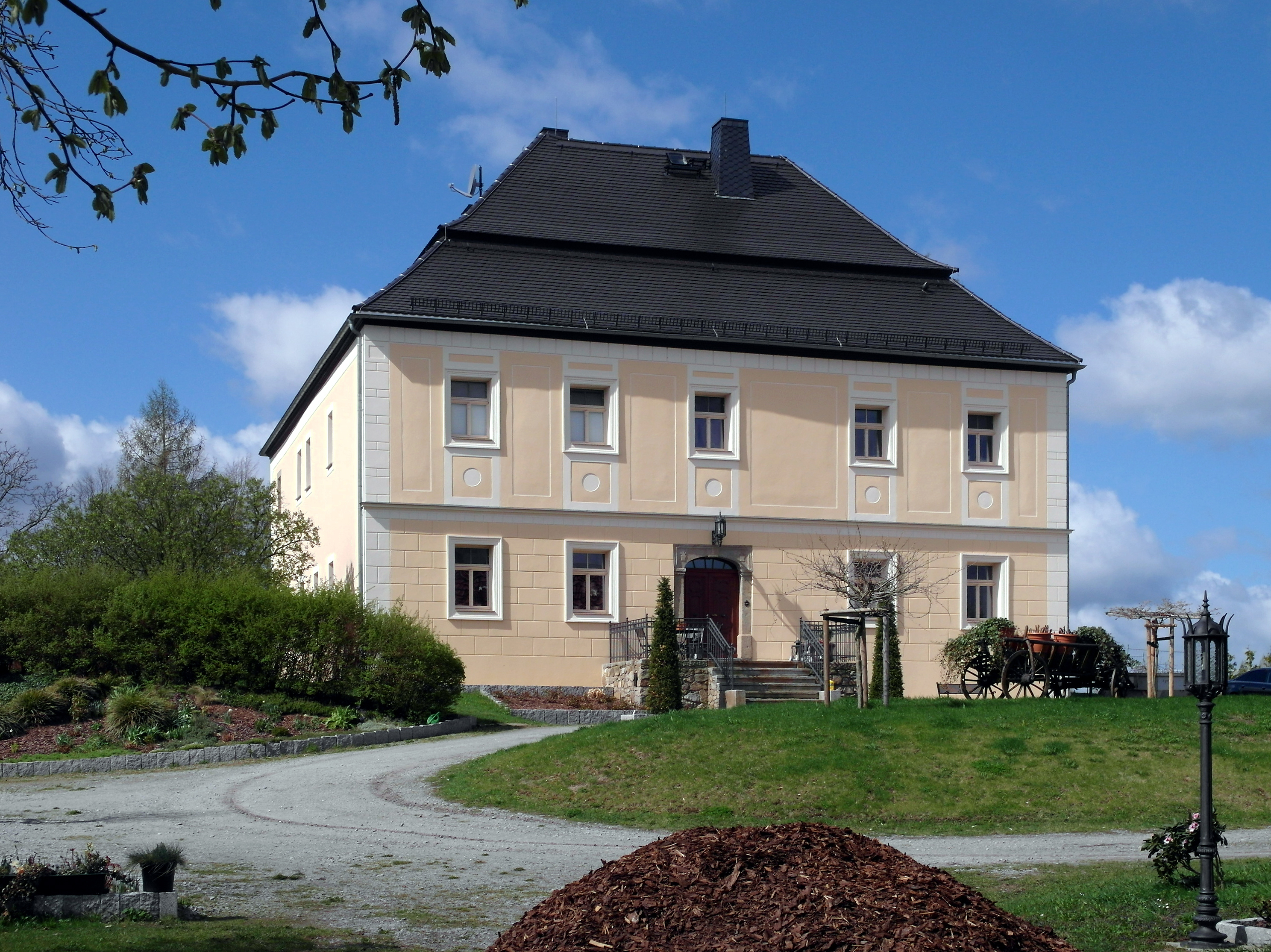
Obergurig, Herrenhaus im Rittergut, Hauptstr. 2

Im Ortsteil Singwitz befindet sich in einem ehemaligen Industriegebäude das KesselhausLager Singwitz, ein Veranstaltungsort für Live-Konzerte und Partys.
Seit 1988 findet einmal im Jahr der Mönchswalder Berglauf statt, eine Breitensportveranstaltung mit dem Start im Zentrum von Obergurig und dem Ziel auf dem Gipfel des Mönchswalder Berges.

## Wirtschaft und Infrastruktur

### Bildung
Die Gemeinde Obergurig verfügt über einen Kindergarten („Spatzennest“), eine Grundschule und eine Gemeindebücherei.

### Ansässige Unternehmen (Auswahl)
- Raussendorf Maschinen- und Gerätebau GmbH; ortsansässig seit mehr als 150 Jahren.[15]
- Porex Technologies GmbH: Herstellung von porösen Kunststoffkomponenten, 300 Beschäftigte (2024)[16]

### Verkehr
Durch das Gemeindegebiet verkehren mehrere Regionalbuslinien, die die Ortsteile mit der Kreisstadt Bautzen sowie dem Bautzener Oberland verbinden.
Bis Dezember 2004 hatte die Gemeinde im Ortsteil Singwitz eine Haltestelle an der Bahnstrecke Bautzen–Bad Schandau. Die nächste Anschlussstelle an eine Autobahn besteht mit Bautzen-West an der  A 4 – Entfernung ca. sieben Kilometer.

## Persönlichkeiten
- Jan Michał Budar (1713–1789), Rittergutsbesitzer in Obergurig, er wurde wegen seines Einsatzes für die sorbische Bevölkerung als Bauernadvokat bekannt und begründete die Budarsche Stiftung
- Adolf Fischer-Gurig (1860–1918), Maler
- Hermann Klippel (1896–1960), Mundartdichter, geboren in Mönchswalde
- Siegfried Terber (1927–2017), Maler und Grafiker, geboren in Kleindöbschütz